# La Bruyère (Haute-Saône)
La Bruyère ist eine französische Gemeinde mit 169 Einwohnern (Stand: 1. Januar 2022) im Département Haute-Saône in der Region Bourgogne-Franche-Comté. Die Bewohner werden Breuillorés und Breuillorées oder Breuyorés und Breuyorées genannt.

## Geographie
La Bruyère liegt auf einer Höhe von 357 Metern über dem Meeresspiegel, 8 Kilometer östlich von Luxeuil-les-Bains und etwa 34 Kilometer nordöstlich der Stadt Vesoul (Luftlinie). Das Dorf erstreckt sich im nördlichen Teil des Departements, in den südwestlichen Ausläufern der Vogesen, leicht erhöht am südlichen Rand der Talniederung des Breuchin.
Die Fläche des 6,32 Quadratkilometer großen Gemeindegebiets umfasst einen Abschnitt der von Tälern durchzogenen Plateaulandschaft am Südwestrand der Vogesen. Die nördliche Grenze verläuft entlang dem Breuchin, der hier mit mehreren Windungen durch eine Alluvialniederung nach Westen fließt. Die Talaue liegt auf durchschnittlich 340 Meter und weist eine Breite von rund einem Kilometer auf.
Vom Flusslauf erstreckt sich das Gemeindeareal südwärts über die Talniederung und über einen Steilhang bis auf die angrenzende Hochfläche des Haut des Sombres. Sie ist aus kristallinem Grundgestein aufgebaut. Mit 426 Meter wird hier die höchste Erhebung von La Bruyère erreicht. Das Plateau wird im Westen durch ein Seitental des Breuchin begrenzt. Mit einem schmalen Zipfel reicht der Gemeindeboden weiter südwärts bis an den Rand der Ebene von Luxeuil. Dieser Teil wird vom Ruisseau du Vay de Brest und seinen Quellbächen nach Westen zur Lanterne entwässert. Er zeigt ein lockeres Gefüge von Wiesland und Wald. An mehreren Orten gibt es Weiher, die für die Fischzucht angelegt wurden. Das gesamte Gemeindegebiet gehört zum Regionalen Naturpark Ballons des Vosges.
Zu La Bruyère gehören neben dem eigentlichen Ort folgende Siedlungen:
- La Bouloye (342 m) in der Talaue des Breuchin
- Les Piquards (332 m) am Rand der Ebene von Luxeuil
- Le Bois Joffroy (355 m) an leicht erhöhter Lage östlich der Ebene von Luxeuil

Nachbargemeinden von La Bruyère sind Amage im Norden, La Proiselière-et-Langle im Osten, La Corbière und Magnivray im Süden sowie Esboz-Brest und Breuchotte im Westen.

## Geschichte
Der Ortsname leitet sich vom altfranzösischen Wort Bruiera und der spätlateinischen Bezeichnung Brugera ab und bedeutet so viel wie unbebautes Land oder Weideland. Im Mittelalter gehörte La Bruyère zur Freigrafschaft Burgund und darin zum Gebiet des Bailliage d’Amont. Die lokale Herrschaft hatten die Äbte des Klosters Luxeuil inne. Zusammen mit der Franche-Comté gelangte das Dorf mit dem Frieden von Nimwegen 1678 definitiv an Frankreich. Heute ist La Bruyère Mitglied des Gemeindeverbandes Communauté de communes des 1000 étangs.

## Bevölkerung
| Jahr                       | 1962 | 1968 | 1975 | 1982 | 1990 | 1999 | 2006 | 2020 |
| Einwohner                  | 226  | 202  | 175  | 200  | 205  | 199  | 205  | 204  |
| Quellen: Cassini und INSEE |      |      |      |      |      |      |      |      |

Mit 169 Einwohnern (1. Januar 2022) gehört La Bruyère zu den kleinen Gemeinden des Département Haute-Saône. Nachdem die Einwohnerzahl in der ersten Hälfte des 20. Jahrhunderts deutlich abgenommen hatte (1881 wurden noch 366 Personen gezählt), wurden seit Beginn der 1970er Jahre nur noch relativ geringe Schwankungen verzeichnet.

## Wirtschaft und Infrastruktur
La Bruyère war bis weit ins 20. Jahrhundert hinein ein vorwiegend durch die Landwirtschaft (Ackerbau, Obstbau und Viehzucht), die Forstwirtschaft und die Fischzucht geprägtes Dorf. Die Wasserkraft der Bäche wurde für den Betrieb von Mühlen genutzt. Heute gibt es einige Betriebe des lokalen Kleingewerbes. In den letzten Jahrzehnten hat sich das Dorf zu einer Wohngemeinde gewandelt. Viele Erwerbstätige sind deshalb Wegpendler, die in den größeren Ortschaften der Umgebung ihrer Arbeit nachgehen.
Die Ortschaft liegt abseits der größeren Durchgangsachsen an einer Departementsstraße, die von Breuchotte nach La Proiselière führt. Weitere Straßenverbindungen bestehen mit Magnivray, Esboz-Brest und La Corbière.

## Persönlichkeiten
- Albert Mathiez (1874–1932), französischer Historiker, geboren in La Bruyère